# فرانسوا بوشيه
فرانسوا بوشيه (بالفرنسية: François Boucher)‏ (29 سبتمبر 1703 – 30 مايو 1770) هو فنان فرنسي، ورسام تصاميم، ونقّاش، عمل بأسلوب الروكو. يُعرف بوشيه بلوحاته المتناغمة والشهوانية في الموضوعات الكلاسيكية، والزخرفة الرمزية، وموضوعات الأدب الرعوي. لربما كان أشهر رسام وفنان زخرفي في القرن الثامن عشر.

## حياته
بوشيه هو مواطن فرنسي وابن رسام قليل الشهرة يدعى نيكولاس بوشيه، الذي أعطاه أول تدريب فني له. عندما كان بسن السابعة عشرة، أُعجب فرانسوا ليموني بلوحة رسمها بوشيه. في وقت لاحق، عين ليموني بوشيه كتلميذ له، لكن بعد ثلاثة أشهر فقط ذهب للعمل عند النقاش جين فرانسوا كارس.
في عام 1720، حصل على جائزة روما النخبوية للرسم، لكنه لم يغتنم الفرصة المتاحة المترتبة على فوزه بالجائزة، وهي السفر للدراسة في إيطاليا، إلا بعد خمس سنوات لاحقة، بسبب الضائقات المادية في الأكاديمية الملكية للرسم والنحت. قُبل أثناء عودته من إيطاليا في أكاديمية للرسم والنحت في 24 نوفمبر1731. كانت لوحة قبوله في الأكاديمية هي رينالدو وارميدا عام 1734.
تزوج بوشيه من ماري جان بوزو في 1733. كان لهذا الثنائي ثلاثة أطفال. أصبح بوشيه عضوًا في هيئة تدريسية في 1734 وتسارعت مسيرته المهنية بالتطور منذ هذه النقطة إلى أن أصبح بروفيسورًا وبعدها عميد الأكاديمية، وأصبح مفتشًا في مصنع غوبلان الملكي، وأخيرًا الرسام الأول للملك عام 1765.
توفي بوشيه في 30 مايو 0771 في مسقط رأسه باريس.
أصبح اسمه، مع اسم راعيته مدام دي بومبادور، مرادفًا لأسلوب الروكو الفرنسي، ما دفع الأخوة غونكورت لكتابة: «يُعد بوشيه واحد من أولئك الرجال الذين يمثلون ذوق قرن كامل، يعبرون عنه، ويجسدونه».
إن بوشيه مشهور بقوله إن الطبيعة خضراء كثيرًا ومضاءة بشكل سيئ.
ارتبط بوشيه مع نقّاش الأحجار الكريمة جاك غيه، الذي علمه الرسم. تلقى أيضًا توجيهًا من قِبل الرسام المورافي الأسترالي مارتن فرديناند كوادال بالإضافة للرسام الكلاسيكي الجديد جاك لوي دافيد في1767. في وقت لاحق، أعدّ بوشيه سلسلة من رسومات وأعمال غيه، وبعد ذلك نقشتها المدام دي بومبادور ووزعتها بمجلدات للحاشية المفضلين.

## رسوماته
استوحى بوشيه إلهامه من فنانين مثل بيتر بول روبنس وأنطوان واتو. قدست أعمال بوشيه الأولى الوصف الشاعري وهدوء الطبيعة والمناظر الطبيعية مع حيويتها الرائعة. على أي حال، يتخلى هذا الفن عن البراءة الريفية التقليدية لرسم مشاهد ذات أسلوب محدد للإثارة الجنسية، إذ تصور مشاهده الأسطورية العاطفة والغرام الحميمي بدلًا من الأساطير التقليدية. كانت لوحات بوشيه عن الراعي الغزلي والراعية مع خلفية في المنطقة الحرجية، التي تظهر في الدرس الممتع (عازفو الناي) في 1748، والمراعي الخريفية (آكلو العنب) في 1794، تستند إلى شخصيات من مسرحية لعام 1745 لصديق بوشيه المقرب تشارلز سيمون فافارت.
في وقت لاحق، ألهمت شخصيات بوشيه في هذه اللوحات صنع زوج من التماثيل من قِبل مصنع فيسريف للخزف 1757-66.
كانت مدام دي بومبادور (عشيقة الملك لويس الخامس عشر)، التي أصبح اسمها مقترنًا مع فن الروكو، من أكبر المعجبين بأعمال بوشيه. في بعض الأحيان، يُشار إلى مدام دي بومبادور بأنها «عرابة فن الروكو»، وكانت لوحات بوشيه أساسية لتثقيف صورتها وتقديم ذاتها على الآخرين. على سبيل المثال، رسم بوشيه لوحة عن المدام دي بومبادور يظهر أنها في غرفة ستارمبورغ في وادسون مانور. كانت تحمل في يدها قبعتها، وفي اليد الأخرى تحمل سوار لؤلؤ مع صورة للملك؛ وهي رمز لعلاقتها التي تعتمد عليها حالتها.
تظهر لوحات بوشيه مثل لوحة الإفطار (1739)، مشهد عائلي، كيف كان سيد المشهد النوعي مستخدمًا زوجته وأطفاله كعارضين. هذه المشاهد العائلية المقربة متضاربة مع الأسلوب الخليع الذي ظهر في لوحة الجارية.
حرضت النسخة ذات الشعر الأسود من لوحة الجارية ادعاءَ الناقد الفني دنيس ديدرو أبن بوشيه كان «يبيع زوجته»، وأن لوحة الجارية الشقراء كانت توضح علاقات الملك غير الشرعية. حصل بوشيه على سمعة سيئة دائمة من خلال هذه اللجان السرية للجامعين الأثرياء، وبعد أن عبر دريدو عن استنكاره، تعرضت سمعته لهجوم نقدي متزايد خلال السنوات الأخيرة من حياته المهنية.

## التصاميم المسرحية والنسيجية
بالإضافة إلى رسوماته، صمم بوشيه أيضًا الأزياء والمجموعات المسرحية، وابتكر دسائس الأوبرا الهزلية لتشارلز سيمون فافارت التي كانت توازي أسلوب رسوماته. كانت تصاميم قماش النجود أيضًا مصدر اهتمام. بالنسبة لورشات نجود بوفيه، كان هو أول من صمم سلسلة من «المهرجانات الإيطالية» في 1763، التي أُثبت أنها ناجحة جدًا وغالبًا ما أُعيد نسجها عبر السنين. خلال عقدين من المشاركة في ورشات نجود بوفيه، صمم بوشيه تصاميم لست مجموعات من الستائر.
دُعي بوشيه للتصميم لاحتفالات البلاط التي نظمتها حاشية الملك، ودُعي إلى الأوبرا والقلاع الملكية مثل قصر فرساي، وقصر فونتينبلو، وتشوازي لو روا. عززت تصاميمه لكل ما ذكر أعلاه سمعته السابقة، ما أدى إلى إنشاء العديد من النقوشات من أعماله وإعادة تصميمها على البورسلان والخزف في مصنع خزف فينسين ومصنع سيفر. أدت وفاة أودري عام 1755 إلى وضع حد لمشاركاته في بوفيه، لكن تعامله مع الغوبلان استمر حتى عام 1765 إلى أن تنازل عن منصبه كمفتش.

## رسوماته ولوحاته
كان بوشيه فنانًا متنوعًا وغزيز الإنتاج. لم تخدم رسوماته فقط في الدراسات التمهيدية للوحاته وكتصاميم للطباعين، بل خدمت أيضًا كعمل فني منهي مطلوب من هواة الجمع. اتبع بوشيه أساليب المراسم المعيارية من خلال التمرن أولًا على التكوين العام للوحاته الزيتية الرئيسية وبعدها إقامة دراسة حوارية للشخصيات الفردية أو مجموعة من الشخصيات.
صنع تدريجيًا المزيد والمزيد من الرسومات كأعمال مستقلة للسوق. لوحة تعبّد الرعاة (متحف متروبوليتان للفنون) هي لوحة حرة وتصويرية بالألوان المائية، اعتُبرت رسمة تحضيرية للوحة مدام دي بومبادور الخاصة نور العالمين (1750 متحف الفنون الجميلة، ليون). على أي حال، تقترح بعثة علمية حديثة أن اللوحة قد رُسمت على الأقل بعد عشر سنوات كعمل ذاتي.
كان بوشيه نقّاشًا وحفارًا فنيًا موهوبًا. حفر بوشيه أكثر من 180 صفيحة نحاسية. قام بالعديد من النقوش بعد واتو، وبالتالي ساعد في الترويج لفحص لاستنساخ الرسومات.

## أعمال فرانسوا بوشيه
هذه قائمة غير كاملة بأعمال فرانسوا بوشيه
- موت ميليغير (1727)، متحف مقاطعة لوس أنجلوس للفنون.
- مشروع الإطار المزين (1727) متحف مقاطعة لوس أنجلوس للفنون.
- نصب تذكاري لمنارد (1735) متحف مقاطعة لوس أنجلوس للفنون.
- فينوس وميركوري يأمران ملاك الحب (1738) متحف مقاطعة لوس أنجلوس للفنون.
- ملاك الحب يجرح داخل الأعماق (1741) متحف مقاطعة لوس أنجلوس للفنون.
- جان أنطوانيت بواسون، ماركيز دو بومبادور (1750) متحف هارفارد للفنون.
- حمام فينوس (1751) متحف المتروبوليتان للفنون.
- العشاق في الحديقة (1758) متحف تيمكين.

## روابط خارجية
- فرانسوا بوشيه على موقع الموسوعة البريطانية (الإنجليزية)
- فرانسوا بوشيه على موقع ميوزك برينز (الإنجليزية)
- فرانسوا بوشيه على موقع ديسكوغز (الإنجليزية)